# Liste der hessischen Orden und Ehrenzeichen
Diese Liste beinhaltet alle in Hessen verliehenen Orden und Ehrenzeichen.

## Land Hessen
Das Land Hessen verlieht folgende Orden und Ehrenzeichen:
- Hessischer Verdienstorden (1989)
- Wilhelm-Leuschner-Medaille
- Hessische Rettungsmedaille
- Brandschutzehrenzeichen (Hessen)
- Silberne Ehrennadel zum Ehrenbrief des Landes Hessen
- Anstecknadel in Silber zur Sportplakette des Landes Hessen
- Bernhard-Christoph-Faust-Medaille
- Katastrophenschutz-Medaillen (Hessen)
- Katastrophenschutz-Verdienstmedaille
- Hessische Pflegemedaille
- Goethe-Plakette des Hessischen Kultusministeriums

## Orden und Ehrenzeichen in Hessen vor 1945

### Landgrafschaft Hessen-KasselundKurfürstentum Hessen
- Pour la vertu militaire (1769, seit 1820 Militär-Verdienst-Orden)
- Hausorden vom Goldenen Löwen (1770)
- Orden vom Eisernen Helm (1814)
- Kriegsdenkmünze für 1814–1815 (1821)
- Militär-Verdienstmedaille (1821)
- Zivil-Verdienstmedaille (1821)
- Verdienstkreuz (1832)
- Militär-Verdienstkreuz (1832)
- Dienstauszeichnungskreuz (1835)
- Dienstauszeichnungen (1849)
- Wilhelmsorden (1851)

### Großherzogtum Hessen
- Ludewigs-Orden (1807)
- Verdienstorden Philipps des Großmütigen (1840)
- Felddienstzeichen (1840)
- Allgemeines Ehrenzeichen (Hessische Tapferkeitsmedaille) (1843)
- Verdienstmedaille für Wissenschaft, Kunst, Industrie und Landwirtschaft (1853)
- Hessisches Militär-Verdienstkreuz (1870)
- Militär-Sanitätskreuz (1870)
- Landwehr-Dienstauszeichnung (1871)
- Hausorden vom Goldenen Löwen (1875)
- Erinnerungsmedaille (1881)
- Ehrenzeichen für Verdienste in der Wassernot 1882–1883 (1883)
- Alice-Medaille (1884)
- Erinnerungsmedaille an die Vermählung des Großherzogs Ernst Ludwig (1894)
- Kreuz für weibliche Dienstboten (1895)
- Erinnerungszeichen an die zweite Vermählung des Großherzogs Ernst Ludwig (1905)
- Erinnerungszeichen für Eisenbahndienst (1906)
- Ernst Ludwig-Eleonoren-Kreuz (1910)
- Stern von Brabant (1914)
- Ehrenzeichen für Kriegsfürsorge (1915)
- Hochzeitsmedaille Ernst Ludwig und Eleonore (1916)
- Krieger-Ehrenzeichen in Eisen (1917)
- Jubiläums-Erinnerungszeichen (1917)

### Volksstaat Hessen
- Feuerwehr-Ehrenzeichen für Treue Dienste (1922)

### Landgrafschaft Hessen-Homburg
- Schwerterkreuz 1814–1815 (1819)
- Dienstauszeichnungen (1850)
- Felddienstzeichen für den Feldzug 1849 (1850)

### Herzogtum Nassau
- Tapferkeitsmedaille (1807)
- Waterloo-Medaille (1815)
- Militärdienst-Ehrenzeichen (1834)
- Zivilverdienstmedaille (1841)
- Medaille für Rettung aus Lebensgefahr (1843)
- Medaille für das Gefecht bei Eckernförde (1849)
- Militär- und Zivildienst-Orden Adolphs von Nassau (1858)
- Nassauischer Hausorden vom Goldenen Löwen (1858)
- Medaille für den Feldzug 1866 (1866)

### KurmainzundStaat des Fürstprimas
- Tapferkeitsmedaille (1795)
- Verdienstmedaille (1800)
- Tapferkeitsmedaille für den Kurmainzer Landsturm (1800)
- Ehrenmedaille (1809)
- Concordienorden (1813)

### Freie Stadt Frankfurt
- Kriegsdenkmünze 1813/1814
- Ehrenkreuz für 1814
- Kriegsdenkmünze für 1815
- Kriegsdenkzeichen 1848–1849 (1853)
- Dienstalterszeichen

### FürstentumWaldeck
- Orden der wahrhaften Glückseligkeit (Orden de la veritable Felicité) (1721)
- Feldzugsmedaille 1809–1810 (1850)
- Feldzugsmedaille 1813–1815 (1850)
- Dienstauszeichnungen für Soldaten und Gendarmen (1848)
- Verdienstmedaille (1857)
- Feldzugsmedaille 1814/1815 (1862)
- Militär-Verdienstkreuz (1871 bis 1896)
- Verdienstorden (1871 bis 1896)
- Verdienstkreuz (1896)
- Auszeichnung für weibliche Dienstboten und Angestellte (1897)
- Medaille für Kunst und Wissenschaft (1899)
- Kriegervereinsehrenzeichen (1912)
- Feuerwehr-Ehrenzeichen (1913)
- Friedrich-Bathildis-Medaille (1915)

### Freistaat Waldeck
- Feuerwehr-Erinnerungszeichen (1927)

### Fürstentum Isenburg-Birstein
- Orden Pour mes Amis (1809)
- Kriegsdenkmünze 1814–15 (1815)